# Cannabis indica
Pour les articles homonymes, voir Chanvre (homonymie) et Crotalaria juncea.
Sous-espèce

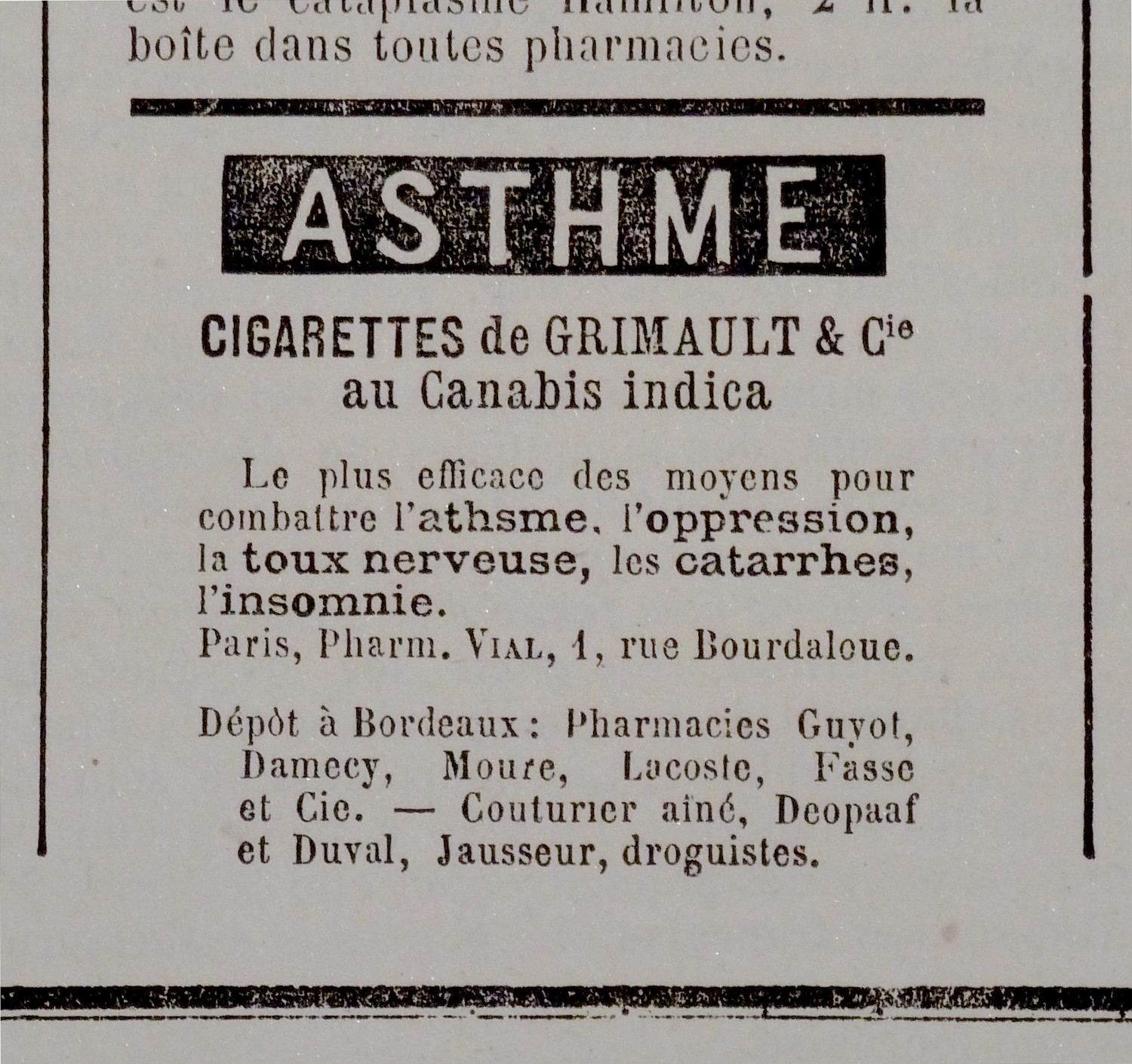
Publicité pour les cigarettes "Grimault et Cie", parue dans un journal en 1883 en France.

Le Chanvre indien (Cannabis sativa subsp. indica) est une sous-espèce du Cannabis sativa, une plante originaire d'Asie centrale, de la famille des Cannabaceae. Considérée aussi parfois comme une simple variété botanique de cannabis, cette plante reste cependant une espèce présumée. Elle était d'ailleurs autrefois classée comme espèce à part entière (Cannabis indica) et fut décrite pour la première fois sous ce nom binominal par le naturaliste français Jean-Baptiste Lamarck en 1783. C'est une plante annuelle dont le noyau d'origine provient des zones montagneuses de l'Hindou Kouch (Afghanistan, Pakistan, nord de l'Inde). L'espèce est parfaitement adaptée au climat continental et semi-aride de sa région d'origine, avec une faible pluviométrie, des étés très chauds et des hivers très froids.
Cette sous-espèce est bien connue pour ses vertus thérapeutiques notamment par son riche apport en CBD. Sous certaines conditions, notamment en France (THC <0.3%), la commercialisation de ses produits dérivés est desormais autorisée pour le bien-être et la santé après avoir été interdit pendant plusieurs decennies. 

## Liste des variétés et formes

### Description et utilisation

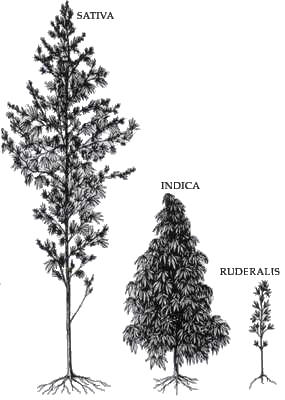
Différence entre les principales sous-espèces de chanvre.

Le chanvre indien (ssp. indica) possède des feuilles plus larges et moins longues, elle est aussi plus petite et plus fertile que la ssp. sativa, une autre sous-espèce de chanvre tropicale qui donne une plante plus forte et plus grande.
Le temps de floraison est également plus court pour les indica comparé aux sativa. C'est une des raisons, avec la taille modeste, qui peut pousser certains cultivateurs à la choisir. Son arôme est également particulier et possède des notes souvent terreuses et épicés à la différence des sativa généralement beaucoup plus fruitées. 
Au niveau de son utilisation comme psychotrope, beaucoup de consommateurs prétendent qu'elle procure plutôt un effet « stoned » comparé au Cannabis sativa. C'est un effet plus relaxant, détendant, voire soporifique, plutôt qu'un effet « high », plus stimulant et cérébral davantage associé aux sativa.
Ces différences d'effets peuvent être dues au taux de CBD qui serait plus élevé chez les espèces indica que chez les sativa. D'un point de vue médical, ce taux de CBD expliquerait également pourquoi les espèces indica seraient plus adaptées pour traiter par exemple les spasmes musculaires, certains rhumatismes, l'insomnie, les tremblements (Maladie de Parkinson ou sclérose en plaques) ainsi que l'anxiété. Il est important de savoir que ce type d'effet psychotrope n'est pas du au CBD en lui même mais plus précisément à sa combinaison avec le THC, le CBD seul n'ayant que très peu voire pas de psychoactivité, par contre il possède bien des propriétés pharmacologiques, comme le THC.

De nos jours, il est assez rare de trouver du chanvre 100% Indica ou Sativa, la grande majorité des variétés étant des hybrides avec plus ou moins de dominance de l'une ou de l'autre. Quelques variétés célèbres sont toutefois de pures souches Indica comme la Mazar, Hindu Kush, Afghani etc. 